# چاووش‌کوی (آماسیه)
چاووش‌کوی (به ترکی استانبولی: Çavuşköy) یک منطقهٔ مسکونی در ترکیه است که در آماسیه واقع شده‌است.